# همان‌گویی (منطق)
همان‌گویی در منطق، (به یونانی: ταυτολογία) (به انگلیسی: Tautology؛ توتولوژی) گزاره‌ای است که با هر تعبیر برای منطق گزاره‌ها (یا تابع ارزش‌گذاری) همواره صادق است. اولین‌بار در سال ۱۹۲۱ ویتگنشتاین در رساله منطقی-فلسفی خود واژهٔ توتولوژی را بکار برد، همان‌گو ترجمه‌ای از این کلمه می‌باشد.

## تاریخچه
در سال ۱۸۰۰ امانوئل کانت در کتاب منطق خود نوشت:
«یکسانی مفاهیم در احکام تحلیلی می‌تواند صریح یا غیرصریح باشد. در مورد نخست گزاره‌های تحلیلی همانگو هستند.»
در این‌جا گزارهٔ تحلیلی به صدق تحلیلی اشاره می‌کند، گزاره‌ای در زبان طبیعی که تنها به سبب عباراتی که شامل آنهاست درست است.
در سال ۱۸۸۴ گوتلوب فرگه در کتاب بنیادها پیشنهاد کرد که یک حقیقت هنگامی تحلیلی است که بتواند با استفاده از منطق حاصل شود، اما میان حقیقت‌های تحلیلی (که درستیشان تنها بر اساس معنی عباراتشان است) و همان‌گوها (گزاره‌های بی‌محتوا) تفاوت قائل شد.

## مثال
گزاره‌های زیر همان‌گو هستند:
- {\displaystyle (A\to B)\leftrightarrow (\neg A\lor B)}
- {\displaystyle (A\lor B)\leftrightarrow (\neg A\to B)}
- روابط دمورگان

1. {\displaystyle \neg (A\lor B)\leftrightarrow (\neg A\land \neg B)}
2. {\displaystyle \neg (A\land B)\leftrightarrow (\neg A\lor \neg B)}

- خاصیت توزیعی {\displaystyle \land } نسبت به {\displaystyle \lor }

{\displaystyle A\land (B\lor C)\leftrightarrow (A\land B)\lor (A\land C)}
- خاصیت توزیعی {\displaystyle \lor } نسبت به {\displaystyle \land }

{\displaystyle A\lor (B\land C)\leftrightarrow (A\lor B)\land (A\lor C)}